# 柳田貞一
柳田 貞一（やなぎだ ていいち、1895年12月30日 - 1947年7月16日）は、日本の俳優、歌手。東京府東京市深川区（現在の東京都江東区）出身。
大正時代は浅草オペラで活躍。「エノケン」こと榎本健一の師匠として知られる。

## 経歴・人物
小学校を卒業後、三越百貨店の少年音楽隊に入ったのち、「原信子歌劇団」に入団、第1回公演『セヴィラの理髪師』で初舞台。
1920年、「根岸大歌劇団」に参加し、浅草オペラ全盛期に歌手・ボードビリアンとして活躍し、作曲も手がけた。1923年、関東大震災後の浅草オペラ凋落期を経て1930年、弟子の榎本健一らと「ピエル・ブリヤント」、「プペ・ダンサント」を旗揚げ。その後は「エノケン一座」の重鎮として舞台と映画に数多く出演した。
戦後間もない1947年7月16日、胃癌のため急死。享年51。

## エピソード
弟子であるエノケンよりもかなり酒乱らしく、古川ロッパの『昭和日記』によると1934年、ロッパが一杯酒を飲みたくなったため、酒場「甲子郎」へ行った。酒場には活動弁士の山野一郎もいた。酒を飲もうとしたところに乱酔した柳田が入って来て、いきなりロッパに「何でえ古川緑波め、セヴィラのことを何故あんなこと書きやがった!?」と言ってきた。エノケンが演じた『セヴィラの理髪師』の批評をロッパが書いたと言うのだ。ロッパが「そんなもの書いた覚えはない」と言うも柳田は激怒して「この野郎、嘘つきめ!!︎何でえ、貴様ピアノ弾けるか!?」、「今夜は山野一郎がいるから我慢してるんだ!!︎」などと意味不明な暴言を吐いていたという。あまりにも無礼極まると思ったロッパは「こっちゃシラフで、そっちが飲んでちゃ喧嘩にならねえ、乃公あ帰る」と言って酒場を後にした。ロッパは帰宅後、旬報の批評を出して読んでみると、飯島正が『セヴィラの理髪師』を批評していることが書いてあるのを見つける。そのページの上欄にロッパが「エノケンを評す」と書いてあって、それを柳田が間違えて錯覚していたことが判明した。

## レコード
- 「遊覧電車」木村時子・宇津見清と共演
- 「わたしのお家」木村時子・宮城信子と歌唱
- 「鯰の裁判」明石須磨子・園春江・高井ルビーと共演
- 「お彼岸」明石須磨子・園春江・高井ルビーと共演
- 「ちょいとお待ち」高井ルビーと共演
- 「茶目子の一日」木村時子・高井ルビーと共演
- 「サロメ」天野喜久代と歌唱

## 出演映画
- エノケンの青春酔虎伝（1934年、P.C.L.）- 榎本の父
- エノケンの魔術師（1934年、P.C.L.） - バット座の支配人・堀内
- エノケンの近藤勇（1935年、P.C.L.） - 中岡慎太郎
- エノケンのどんぐり頓兵衛（1936年、P.C.L.） - 深見頼母
- エノケンの千万長者（1936年、P.C.L.）- 伯父さん
- エノケンの江戸っ子三太（1936年、P.C.L.） - 新蔵
- 江戸っ子健ちゃん（1937年、P.C.L.）- お祖父さん
- エノケンのちゃっきり金太（1937年、P.C.L.）- 上州屋亭主
- エノケンの猿飛佐助（1937年、東宝映画東京）- 真田幸村
- エノケンの風来坊（1938年、東宝映画東京） - 親分
- エノケンの法界坊（1938年、東宝映画東京） - 甚三
- 愛情一路（1938年、東宝映画東京）- 岩藤老人
- エノケンの大陸突進（1938年、東宝映画東京）- 社長・金山寛
- エノケンのびっくり人生（1938年、東宝映画東京）- 監督
- エノケンのがっちり時代（1939年、東宝映画東京） - 監督
- 忠臣蔵（1939年、東宝映画東京） - 大工吉五郎
- エノケンの鞍馬天狗（1939年、東宝映画東京） - 宗像右近
- エノケンの森の石松（1939年、東宝映画東京） - 小松村の七五郎
- エノケンの頑張り戦術 （1939年、東宝映画東京） - 会社の課長
- エノケンの弥次喜多（1939年、東宝映画東京） - 医者道竹
- エノケンのざんぎり金太（1940年、東宝映画東京）- 幸兵衛
- エノケンの誉れの土俵入（1940年、東宝映画東京） - 宿の亭主
- エノケンのワンワン大将（1940年、東宝映画東京） - 警部
- エノケンの孫悟空（1940年、東宝映画東京） - 三蔵法師
- エノケン・虎造の春風千里（1941年、東宝映画東京）- はし本茂助
- エノケンの金太売り出す（1941年、東宝映画東京）- 家主
- 巷に雨の降る如く（1941年、東宝映画東京）- 葉山さん
- エノケンの爆弾児（1941年、東宝映画東京）- 番頭・桑原
- 水滸伝（1942年、東宝映画） - 床仁
- 磯川兵助功名噺（1942年、東宝映画）- 泉修理之進
- 兵六夢物語（1943年、東宝映画） - 吉野市太郎
- 天晴れ一心太助（1945年、東宝）- 家主・五兵衛
- 幸運の仲間（1946年、東宝） - ポンポン汽船の船長
- 人生とんぼ返り（1946年、東宝） - 欣太郎
- 聟入り豪華船（1947年、東宝） - 倉橋寛蔵
- 九十九人目の花嫁（1947年、新東宝）- 博士
- 四つの恋の物語 第3話「恋はやさし」（1947年、東宝）- ロッテルリンギ
- 恋の風雲児（1953年[2]、東宝） - 上州屋